# Michail Iwanowitsch Lapschin

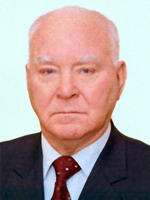
Michail Iwanowitsch Lapschin

Michail Iwanowitsch Lapschin (russisch Михаил Иванович Лапши́н; * 1934 im Dorf Setowka, Westsibirischer Krai, Russische Sozialistische Föderative Sowjetrepublik (RSFSR), UdSSR; † 17. Juni 2006 im Dorf Dubnewo, Provinz Stupinski, Oblast Moskau) war ein russischer Politiker, Staatsmann und Gründer der Agrarpartei Russlands (APR). 

## Werdegang
Lapschin erwarb insgesamt drei akademische Abschlüsse. Demnach absolvierte er das Staatliche Moskauer Institut für internationale Beziehungen, die Russische Staatliche Agraruniversität – Timirjasew-Akademie Moskau und die Staatliche Linguistische Universität Moskau (Fachrichtung Deutschlehrer).
1960 trat Lapschin der Kommunistischen Partei der Sowjetunion (KPdSU) bei und wurde ein Jahr später nach einer kurzen Tätigkeit als Agronom zum Direktor der Sowchose „Lenins Vermächtnisse“ (russisch „Заветы Ленина“) in der Provinz Stupinski ernannt. Diesen Posten bekleidete er bis zum Zerfall der Sowjetunion.
1990 wurde Lapschin zum Abgeordneten der RSFSR gewählt. 
Im Februar 1993 rief Lapschin die APR ins Leben. Nach der politischen Programmatik stand sie der Kommunistischen Partei Russlands (KPRF) nahe. Bei der Parlamentswahl im Dezember 1993 erlangte Lapschins Partei fast 8 Prozent der Stimmen und formierte ihre eigene Fraktion in der Duma. Doch bei den darauffolgenden Wahlen 1995 erreichte die APR nur 3,7 Prozent der Stimmen und scheiterte an der Fünf-Prozent-Hürde. In der Folge kam es zum parteiinternen Konflikt zwischen Lapschin und dem Leiter des Nowosibirsker Parteizweiges der APR, Nikolai Charitonow. Am Parteitag der APR, der unmittelbar vor den Parlamentswahlen 1999 stattfand, beschlossen die Anhänger von Lapschin, sich dem politischen Block „Vaterland Allrussland“ anzuschließen. Die Mitstreiter von Charitonow dagegen vereinten sich mit der KPRF. Lapschin behielt dabei die Spitzenposition der APR.
Im Januar 2002 ließ sich Lapschin mit unmittelbarer Unterstützung der politischen Kräfte der APR zum Präsidenten der Republik Altai wählen. Parallel dazu räumte er seinen Abgeordnetenposten. 
Nach dem erneuten Misserfolg bei den Dumawahlen im Dezember 2003 gab Lapschin im April 2004 den Parteivorsitz der APR auf. Seine Amtszeit als Leiter der Republik Altai lief im Januar 2006 ab und wurde nicht verlängert.
Lapschin litt lange Zeit an koronarer Herzkrankheit und starb an deren Folgen im Juni 2006.

## Sonstiges
Lapschin war verheiratet und hinterließ drei Söhne. Er sprach Deutsch, Norwegisch, Dänisch und Schwedisch.